# Švédské fotbalové mistrovství 1897
Druhý ročník Svenska mästerskapet i fotboll 1897 (česky: Švédské fotbalové mistrovství) se konal 5. září 1897 na stadionu Idrottsplatten v Göteborgu, kde se utkaly mezi sebou hráči jednoho týmu Örgryte IS. Utkání skončilo 1:0 pro Örgryte IS a získaly tak druhý titul.